# 寺本晃輔
寺本 晃輔（てらもと こうすけ、1991年〈平成3年〉11月18日 - ）は、愛知県出身の日本の演出家、劇作家、俳優、漫画原作者、作詞家、配信者。演劇団体「ファーベルとルーデンス」の主宰。海外作品を扱う際には自身で翻訳も行う。
2020年5月から公演予定であった『五感』は、コロナウイルスの影響によって2021年4月・5月に振替公演されることになっていた。
その後、会場の閉館で場所や日程を変えて行われる予定だったが、緊急事態宣言発出などの理由により公演は中止となった。

## 来歴
名古屋市立名東高等学校出身。高校時代に鑑賞した映画チェケラッチョ！！に感銘を受け、俳優を志すようになった。1年間の浪人生活を経て専修大学文学部英語英米文学科に入学し、上京する。大学在学中に劇団AUN（主宰・吉田鋼太郎）に入団するが、現実と理想のギャップに苦しみ、劇団を退団した。

## 人物
- 趣味としてクラッカーを収集している。
- 階段と銀テープフェチである。
- 口癖は「さぁ、五感を研ぎ澄ませ」である。
- 配信でくまのプーさんのホームランダービー!に挑戦したが、クリストファー・ロビンをクリアできないままサービス終了を迎えてしまった。
- 尊敬する人物に吉田鋼太郎、藤井隆、小笠原満男らを挙げている。
- 好きな漫画としてボボボーボ・ボーボボ、好きなキャラクターにドガース、サボテンダー、ばくだんいわ、好きなブランドにアディダスを挙げている。
- 嫌いなものとしてはパン耳を挙げている。
- 地理に弱く、全国の都道府県と県庁所在地を答えることができない。
- 幼少期にドゥンガからサインを貰ったことがある。
- 大好物は寿司で、一日に一食は寿司を必ず食べるようにしているという。
- 自身の舞台以外にも制作[4]や演出助手[5]など、様々な役割で舞台に携わっている。
- 情報番組あさイチの推し舞台俳優一覧として名前が記載された。[6]
- さいたまネクスト・シアターのオーディションを受けたことがある。

## 演出作品

### 舞台(作品)
ファーベルとルーデンスの作品
- 「ヒツジ -HITUZI-」(2016年9月、下北沢スターダストレンタルスペース) - 作・演出
- 「HOME AND BEAUTY」(2016年12月、作：モーム、東演パラータ) - 演出
- 「家族のSIN話」(2017年7月、荻窪小劇場) - 作・演出
- 「錬金術師 -The Alchemist-」(2018年8月、作：ベン・ジョンソン、北池袋・新生館シアター) - 演出
- 「バードケージ」(2018年11月、北池袋・新生館シアター) - 作・演出
- 「空蝉 ～モノノタマシイ～」(2019年7月、新宿・Theaterスターフィールド) - 作・演出
- 「五感」(2021年、映像ソフトのみ)- 作・演　　※緊急事態宣言発令により無観客収録

外部での作品
- Ericoプロジェクト演劇企画「60分一本勝負」Round④「愛犬、背骨と桜の木」(2019年8月、神田・SpaceCUBE) - 作・演出
- TBS 舞台「カラフルダイヤモンド〜君と僕のドリーム〜」（2024年7月12日 - 7月15日、赤坂RED/THEATER） - 演出
- TBS 舞台「カラフルダイヤモンド〜君と僕のドリーム２〜」（2024年11月27日 - 12月1日、赤坂RED/THEATER） - 演出

### 漫画(作品)
- MIROQ(2021年、マンガボックスインディーズ、LINEマンガインディーズ） - 原作　 CLIP STUDIO PAINT賞受賞

### 映像(作品)
- カラフルダイヤモンド「Into the Light, to the Light」プロモーションビデオ（2024年11月14日） -編集

## ディスコグラフィ

### 参加作品
| 配信開始日   | タイトル       | 歌                                            | 作詞     | 作曲・編曲 | 備考                             |
| ------------ | -------------- | --------------------------------------------- | -------- | ---------- | -------------------------------- |
| 2021年4月1日 | じんましんしん | プレアデスガール featuring サイキッカーTOMOYA | 寺本晃輔 | 多田新吾   | 映画『ブスの法則』主題歌＆挿入歌 |

## 出演歴

### 舞台
- 演劇ユニットちょもらんま第4回公演『犬神家の反則』(2017年9月、北池袋・新生館シアター) - 主演 下柳田進 役
- A Towerプロデュース舞台『窪地の女』(2021年9月、恵比寿・エコー劇場) - マスコミ2 役 他(声の出演)
- 舞台『カラフルダイヤモンド〜君と僕のドリーム２〜[12]』（2024年11月27日 - 12月1日、赤坂RED/THEATER）[13] - 谷本ディレクター／キラキラ王国の王様 役

他、ファーベルとルーデンス公演作品の殆どの作品に出演している。

### 映画
- ブスの法則（2021年公開） - サイキッカーTOMOYA 役
- TBSドキュメンタリー映画祭2025 映画『カラフルダイヤモンド〜君と僕のドリーム２〜[14]』

### ラジオ
- 自由ヶ丘 Rose Ladies School プレゼンツ 『安藤と夏輝の、 テキトー過ぎてごめんなさい！』(2019年6月12日・19日、調布エフエム放送) - 最終回ゲスト
- 吠えラジ (2019年11月12日〜2020年7月28日、狛江ラジオ放送) - パーソナリティ（レギュラー出演）
- 生ラジオドラマ『ガンバハル氏の実験』(2020年6月、狛江ラジオ放送) - 小泉ゆき子の許婿 役
- 『MIX YOUTH RADIO』（ミックス・ユース・レディオ）（2025年3月28日、CBCラジオ放送）[15]

### CM
- 奥会津蒸留所 ねっか焼酎ハイボール NEKKA-HI（2022年公開） - 上司役

### イベント
- TBSドキュメンタリー映画祭2025 （2025年3月～4月、東京・大阪・名古屋・福岡）- 舞台挨拶MC[16]
- TBS DOCS×カラフルダイヤモンド 「カラダイ浅草ドリーム ～朝から晩まで映画も舞台も一緒に♡DAY～」(2025年5月5日、常盤堂雷5656会館）

### インターネット
- チーズボーイとパシンペロンはやぶさのスピリチーズ熟（2019年6月14日、ニコジョッキー）
- メンバー全員生出演！舞台『カラフルダイヤモンド～君と僕のドリーム２～』開幕直前キャスト特番（2025年11月20日、ニコ生公式） - コメント映像[17]

## 受賞歴
- 2021年　LINEマンガ インディーズ月例賞21年2月期 CLIP STUDIO PAINT賞[10]